# サルコシンデヒドロゲナーゼ
サルコシンデヒドロゲナーゼ(sarcosine dehydrogenase)は、グリシン代謝酵素の一つで、次の化学反応を触媒する酸化還元酵素である。
サルコシン + 電子伝達フラボタンパク質 + H2O {\displaystyle \rightleftharpoons } グリシン + ホルムアルデヒド + 還元型電子伝達フラボタンパク質
反応式の通り、この酵素の基質はサルコシンと電子伝達フラボタンパク質とH2O、生成物はグリシンとホルムアルデヒドと還元型電子伝達フラボタンパク質である。補因子としてFMNを用いる。
葉酸(THF)も基質の一つになりえる。
サルコシン + テトラヒドロ葉酸(THF) + 電子伝達フラボタンパク質(FMN) {\displaystyle \rightleftharpoons } グリシン + 5,10-メチレンテトラヒドロ葉酸 + 還元型電子伝達フラボタンパク質(FMNH2)
組織名はsarcosine:acceptor oxidoreductase (demethylating)で、別名にsarcosine N-demethylase、monomethylglycine dehydrogenase、sarcosine:(acceptor) oxidoreductase (demethylating)がある。